# 3892 Dezsö
3892 Dezsö là một tiểu hành tinh vành đai chính với chu kỳ quỹ đạo là 1537,0120835 ngày (4,21 năm).
Tiểu hành tinh này do Liisi Oterma phát hiện tại Turku ngày 19.4.1941.